# 1897 ve fotografii
Tento článek obsahuje významné fotografické události v roce 1897.

## Události
- Fotografky Zaida Ben-Yusufová a Gertrude Käsebierová si otevřely portrétní studia v New York City.
- Brusel – Světová výstava 1897.

## Narození v roce 1897
- 11. ledna – Kazimierz Nowak, polský cestovatel a fotograf († 13. října 1937)
- 19. dubna – Vladimír Kozák, český cestovatel, fotograf, filmař a etnolog († 3. ledna 1979)
- 12. června – Walter Peterhans, německý dokumentární fotograf († 12. dubna 1960)
- 22. června – Albert Renger-Patzsch, německý fotograf († 27. srpna 1966)
- 12. července – Maurice Tabard, francouzský portrétní fotograf († 23. února 1984)
- 19. srpna – Roman Vishniac, rusko‑americký biolog a fotograf († 22. ledna 1990)
- 4. září – Michail Kaufman, ruský filmař a fotograf († 11. března 1980)
- 20. listopadu – Germaine Krull, německá fotografka († 31. července 1985)
- ? – Victor Malmström, švédský novinářský fotograf († 1962)
- ? – Costică Acsinte, rumunský fotograf (4. července 1897 – 7. ledna 1984)
- ? – Hugo Bernatzik, rakouský antropolog a fotograf (26. března 1897 – 9. března 1953)

## Úmrtí v roce 1897
- Ivan Standl, chorvatský fotograf (* 27. října 1832)
- ? – Ralph Abercromby, skotský meteorolog a fotograf (* 11. února 1842 – 21. června 1897)